# 代辦業
代辦業，是現代服務業的一種。現代人因上班工作忙碌無法隨時告假外出以辦理其各種私人的或較急切的事務，或因個人無能為力或知識與常識不足而不知辦理該事項的訣竅，因而產生出各種代辦的服務行業。

## 主要內容
「代客驗車」、「代客送花」、「代客寫字」、「代客潤筆」、「代客寫狀子」、「代客排隊買電影票、車票（如台灣高鐵車票）」、「代客打掃房舍」、「代客送飯送傘」、「代客煮年夜飯」、「代客寫情書、企劃書」、「代客催收欠款」等等。
- 少數代辦業者讓人有「黃牛」、「跑腿」、「掮客」、「不專業」的負面形象。若代辦業者能以誠信、專業、快速、熱心、貼心、合法創意來立業，不失為一個新興的好行業。
- 代辦業者若取得顧客代辦授權書，多數能避免法律問題糾紛。
- 台灣政府目前不允許「代辦銀行貸款」業者，原因在於：部份不法業者超收高額的服務費，及非法挪用客戶資料向多家銀行申請貸款。
- 台灣政府鑒於「代客催收欠款」業者（俗稱「討債公司」）常有「暴力討債」等非法行為，亦多次提出《金融機構辦理應收債權催收作業委外處理要點》修正案。

部份代辦業服務，也是速遞公司的增值服務，例如代報關、代客銀行排隊入數、代收貨款COD。